# Haploniscus ingolfi
Haploniscus ingolfi är en kräftdjursart som beskrevs av Wolff 1962. Haploniscus ingolfi ingår i släktet Haploniscus och familjen Haploniscidae. Inga underarter finns listade i Catalogue of Life.